# Never Forget You
Never Forget You är en låt av den svenska sångerskan Zara Larsson, med den brittiska sångerskan MNEK. Den släpptes den 22 juli 2015 i Storbritannien av TEN Music Group, Virgin EMI och Epic Records som den andra singeln från Larssons andra studioalbum So Good. Låten toppade som plats 1 i Sverige samt topp 10 i ytterligare åtta länder. Singeln är certifierad platina eller högre i sexton länder. En orkesterversion av låten släpptes senare den 21 maj 2021 som ett spår från sommarupplagan av Larssons tredje studioalbum Poster Girl. 

## Låtlista
| 1. | Never Forget You | 3:33 |

| 1. | Never Forget You (MNEK VIP)                             | 6:01 |
| 2. | Never Forget You (LuvBug Remix)                         | 4:43 |
| 3. | Never Forget You (Bearcubs Remix)                       | 4:05 |
| 4. | Never Forget You (Kove Remix)                           | 4:13 |
| 5. | Never Forget You (Mr. Belt & Wezol Remix)               | 4:55 |
| 6. | Never Forget You (Ragz Originale Remix med Nick Brewer) | 3:02 |